# Квартира ноль
«Квартира ноль» (англ. Apartment Zero; другое название — «Апартаменты ноль») — аргентинский политический триллер. Режиссура Мартина Донована и исполнение ролей Харт Бохнера и Колина Фёрта, фильм пронизан гомоэротизмом и элементами чёрного юмора. Фильм был выпущен в 1988 году, а премьера пршла на кинофестивале в 1989 году.

## Сюжет
Буэнос-Айрес, наши дни. Сюжет построен вокруг отношений между двумя эмоционально ущербными соседями по квартире. Адриан ле Дюк — одинокий социопат, вынужденный сдавать комнату своей безумной матери из-за плохой продажи билетов в его восстановленном кинотеатре. Джек Карни, новый сосед, сперва ведёт себя нормально, но постепенно становится очевидно, что он что-то скрывает. Так как их дружба развивается, Адриан подавляет свои подозрения, что Джек может быть нанятым правительством серийным убийцей, который терроризирует город. Другие эксцентричные обитатели дома начинают волноваться, когда Адриан проявляет растущие признаки того, что безумие его матери может оказаться наследственным.

## В ролях
- Харт Бокнер — Джек Карни
- Колин Фёрт — Адриан ле Дюк
- Дора Брайан — Маргарет Маккинни
- Лиз Смит — Мэри Луиза Маккинни
- Фабрицио Бентивольо — Карлос Санчес-Верне
- Джеймс Телфер — Ванесса
- Мирелла Д'Анджело — Лаура Верпачовски
- Хуан Витали — Альберто Верпачавски
- Чипе Линковски — миссис Треньев
- Франческа д’Алоя — Клаудия

## Награды и номинации
- Cognac Festival du Film Policier: Critics Award winner and Special Jury Prize — Martin Donovan (1990)
- Международный кинофестиваль в Сиэтле: Golden Space Needle Award for Best Film (1989)
- Кинофестиваль Сандэнс Grand Jury Prize (Dramatic) номинация (1989)